# Украинский альманах
Украинскій Альманахъ — один из первых украинских альманахов, изданный на русском и украинском языках в 1831 году в Харькове Измаилом Срезневским вместе с Иваном Росковшенко и группой харьковских романтиков.
В «Украинском Альманахе» были напечатаны произведения Л. Боровиковского, Е. Гребёнки, Ивана Росковшенко, Ф. Морачевского, А. Шпигоцкого и др., записи украинских баллад и дум, переводы Пушкина, Адама Мицкевича и пр.
Помещенный О. Евецким прозаический отрывок «Гаркуша» (повествующий об известном предводителе крестьянских восстаний) вмещал образцы украинского разговорного языка.
Поэтические произведения, которые появились на страницах Альманаха были, в основном, романтического содержания. Кроме того, в альманахе были опубликованы статьи научного и литературно-критического характера («О изящном в природе», «Несколько замечаний о критике», «Мысли и замечания»).
Из-за отсутствия необходимого количества средств, намеченные к печати следующие альманахи, не вышли в свет.